# Gusztáv macskája
A Gusztáv macskája a Gusztáv című rajzfilmsorozat harmadik évadának tizenhetedik epizódja.

## Rövid tartalom
Gusztávot idegesíti a szerelmes kandúr éjszakai koncertje, de csak addig, amíg ki nem derül, hogy a macska az ő dédelgetett háziállata.

## Alkotók
- Rendezte és tervezte: Dargay Attila
- Írta: Dargay Attila, Jankovics Marcell, Nepp József
- Zenéjét szerezte: Pethő Zsolt
- Operatőr: Henrik Irén
- Hangmérnök: Horváth Domonkos
- Vágó: Czipauer János
- Háttér: Szálas Gabriella
- Rajzolták: Dékány Ferenc, Szemenyei András, Tóth Sarolta
- Színes technika: Dobrányi Géza, Kun Irén
- Gyártásvezető: Bártfai Miklós

Készült a Pannónia Filmstúdióban.